# نشان ملی گرجستان
نشان ملی جمهوری گرجستان در یک اکتبر ۲۰۰۴ میلادی به‌عنوان نشان این کشور برگزیده شد و تا حدی تاثیر گرفته از نشان رسمی خاندان سلطنتی گرجستانی باگراتیونی است که در قرون وسطی بر این منطقه حکومت می‌کرد. در میان این نشان جرجیس قدیس قرار دارد. جورج قدیس، از شهدای مسیحی، است که زمانی طولانی قبل از ظهور اسلام پدید آمده بود. در باره جورج قدیس، به جز واقعه کشته‌شدنش، اطلاع تاریخی دیگری در دست نیست؛ اما، در جهان مسیحی افسانه‌هایی چون کشتن مار به او نسبت داده شده‌است. همچنین او را حامی بعضی شهرها و کشورهای مسیحی دانسته‌اند. مثلاً جورج قدیس بر روی نشان فدراسیون روسیه نیز قرار دارد نشان رسمی گرجستان تا پیش از سال ۲۰۰۴ همان نشان رسمی جمهوری دموکراتیک گرجستان (۱۹۱۸-۱۹۲۱) بود که به جای جرجیس از قهرمان ملی این کشور در برابر اشغالگری حکومت تزاری روسیه امیران استفاده شده بود اما در این سال به نشان جدید تغییر پیدا کرد

## نگارخانه

نشان رسمی جمهوری سوسیالیستی گرجستان شوروی
نشان رسمی جمهوری دمکراتیک گرجستان و نشان رسمی این کشور از ۱۹۹۰ تا ۲۰۰۴ میلادی
نشان رسمی سلسله باگراتیونی